# 100 найвидатніших зірок ФК «Динамо» (Київ) за версією УПЛ
Список 100 зірок за 90-літню історію київського клубу містить імена зірок-легенд українського футболу за останні девяносто років, за версією Української Прем'єр-Ліги (УПЛ). Список був оголошений 13 квітня 2017 року.

## Загальні дані
Хронологія перших кроків життєдіяльності «блакитно-білих» має такий вигляд:
- 13 квітня 1927 року Президія Всеукраїнської Ради пролетарських спортивних товариств «Динамо» з центром у тодішній столиці України Харкові затвердила створення свого осередку в Києві;
- 13 травня 1927 року Окружна міжвідомча комісія у справах громадських організацій та союзів міської округи зареєструвала Статут Київського пролетарського спортивного товариства «Динамо».

Саме другу дату клуб визнав стартовою точкою свого існування. До ювілею УПЛ підготувала символічний реєстр найвидатніших особистостей — гравців плюс наставників — у літописі киян. Із огляду на те, що всі подібні списки — умовність, адже неможливо об'єктивно порівнювати постаті різних епох, в УПЛ вирішили діяти максимально акуратно: спочатку розділили динамівців за позиціями й у кожній виокремили найкращого, а решту розставили в хронологічному ладі.
Також після кожного гравця-тренера в дужках указано час виступів за команду і було вирішено за правильне дати не роки перебування в клубі цих динамівців, а сезони, коли вони виступали в офіційних турнірах. До останніх належать: чемпіонати, Кубки та Суперкубки СРСР і України, євротурніри, а до 1936 року — розіграші українських Динаміад.

## Найкращі гравці за позиціями

### Воротарі
1. Євген Рудаков (1964—1977)
- Антон Ідзковський (1932—1941, 1944—1945)
- Микола Трусевич (1936—1941)
- Анатолій Зубрицький (1944—1952)
- Олег Макаров (1950—1963)
- Віктор Банников (1962—1969)
- Михайло Михайлов (1980—1987)
- Віктор Чанов (1982—1990)
- Олександр Шовковський (1993/94–2016/17)

### Захисники праві
1. Олег Лужний (1989—1998/99)
- Микола Махиня (1933—1941, 1944—1947)
- Володимир Єрохін (1954—1961)
- Володимир Щегольков (1961—1967)
- Федір Медвідь (1962—1972)
- Володимир Трошкін (1969—1977)
- Володимир Лозинський (1976—1984)

### Захисники центральні
1. Василь Турянчик (1959—1969)
- Абрам Лерман (1944—1953)
- Віталій Голубєв (1951—1959)
- Вадим Соснихін (1961—1973)
- Сергій Круликовський (1964—1970)
- Стефан Решко (1971—1978)
- Михайло Фоменко (1972—1978)
- Сергій Балтача (1978—1988)
- Олег Кузнєцов (1983—1990)
- Владислав Ващук (1993/94–2002/03, 2005/06–2007/08)
- Олександр Головко (1995/96–2003/04)

### Захисники ліві
1. Анатолій Дем'яненко (1979—1990, 1992/93)
- Олексій Клименко (1935—1941)
- Тиберій Попович (1952—1959)
- Володимир Левченко (1962, 1964—1970)
- Леонід Островський (1963—1968)
- Віктор Матвієнко (1970—1977)
- Сергій Шматоваленко (1987—1998/99)
- Каха Каладзе (1997/98–2000/01)

### Півзахисники праві
1. Володимир Мунтян (1965—1977)
- Іван Кузьменко (1935—1940)
- Ернест Юст (1948—1957)
- Юрій Войнов (1956—1964)
- Йожеф Сабо (1959—1969)
- Андрій Баль (1981—1990)
- Іван Яремчук (1985—1990)
- Олег Гусєв (2003/04–2016/17)

### Півзахисники центральні
1. Віктор Колотов (1971—1981)
- Федір Тютчев (1929, 1931—1937)
- Казимир Піонтковський (1929, 1931—1932)
- Анатолій Коньков (1975—1981)
- Володимир Безсонов (1976—1990)
- Олександр Бережний (1976—1979)
- Павло Яковенко (1982—1992/93)
- Андрій Гусін (1996/97–2004/05)
- Олександр Хацкевич (1996/97–2004/05)

### Півзахисники розігрувальні
1. Леонід Буряк (1973—1984)
- Андрій Біба (1957—1967)
- Юрій Калитвинцев (1994/95–1998/99)
- Валентин Белькевич (1996/97–2007/08)

### Півзахисники ліві
1. Віктор Серебряников (1959—1971)
- Володимир Гребер (1936—1941, 1946)
- Михайло Михалина (1949—1955)
- Володимир Веремеєв (1968—1982)
- Василь Рац (1981—1990)
- Віталій Косовський (1994/95–2001/02)

### Нападники крайні
1. Олег Блохін (1969—1987)
- Макар Гончаренко (1935—1939, 1945)
- Павло Віньковатий (1941, 1944—1955)
- Віктор Фомін (1953—1959)
- Олег Базилевич (1957, 1959—1966)
- Валерій Лобановський (1959—1964)
- Анатолій Пузач (1965—1973)
- Віталій Хмельницький (1965—1972)
- Володимир Онищенко (1970—1971, 1974—1978)
- Андрій Ярмоленко (2007/08–2016/17)

### Нападники відтягнуті
1. Олександр Заваров (1983—1988)
- Костянтин Шегоцький (1933—1934, 1936—1938, 1940—1941)
- Павло Комаров (1935—1940)
- Віктор Шиловський (1936—1941)
- Петро Лайко (1937—1940)
- Михайло Коман (1949—1959)
- Вадим Євтушенко (1980—1987)
- Олексій Михайличенко (1982—1990)
- Сергій Ребров (1992/93–1999/00, 2005/06–2007/08)
- Максим Шацьких (1999/00–2008/09)
- Артем Мілевський (2002/03–2012/13)
- Діого Рінкон (2002/03–2007/08)

### Нападники центральні
1. Андрій Шевченко (1994/95–1998/99, 2009/10–2011/12)
- Федір Дашков (1947—1951)
- Андрій Зазроєв (1952—1955)
- Віктор Каневський (1955—1964)
- Анатолій Бишовець (1964—1973)
- Ігор Бєланов (1985—1989)
- Віктор Леоненко (1992—1997/98)

## Найкращі тренери
1. Валерій Лобановський (1973—1982, 1984—1990, 1996/97–2001/02)
Сергій Ребров (2014-2017)
- Михайло Товаровський (1935—1937)
- Олег Ошенков (1951—1956, 1959)
- В'ячеслав Соловйов (1959—1962)
- Віктор Маслов (1964—1970)
- Олександр Севідов (1971—1973)
- Олег Базилевич (1974—1976)
- Йожеф Сабо (1992/93, 1993/94–1994/95, 1995/96–1996/97, 2004/05, 2007/08)
- Юрій Сьомін (2007/08–2008/09, 2010/11–2012/13)